# 31872 Terkán
A 31872 Terkán (ideiglenes jelöléssel 2000 EL106) kisbolygó, amely a kisbolygóövben kering. 2000. március 13-án fedezte föl Sárneczky Krisztián és Szabó M. Gyula a Piszkéstetői Csillagvizsgálóban. A kisbolygó a nevét Terkán Lajos magyar csillagászról kapta, aki a századfordulón az ógyallai Csillagda, majd 1935 után a svábhegyi Asztrofizikai Obszervatórium munkatársa volt. E svábhegyi csillagvizsgálóban ő kezdeményezte a kisbolygók és üstökösök fényképezését, aminek szép eredménye az, hogy 22 kisbolygót és egy új üstököst fedeztek fel a Sváb-hegyen (többségüket Kulin György).